# Sidymella lucida
Sidymella lucida là một loài nhện trong họ Thomisidae.
Loài này thuộc chi Sidymella. Sidymella lucida được Eugen von Keyserling miêu tả năm 1880.